# Museo de Arte Fotográfico Brandts
El Museo de Arte Fotográfico Brandts, en idioma danés Museet for Fotokunst o MFF, es un museo danés de fotografía creado en el Centro Internacional de Arte y Cultura Brandts (Kunsthallen Brandts Klaedefabrik) de Odense y que se encuentra situado en una antigua fábrica textil denominada Brandts Klædefabrik .
La fábrica de ropa Brandts estuvo funcionando hasta 1977 que cesó en su actividad y durante unos años sus instalaciones estuvieron abandonadas hasta que por una iniciativa privada las autoridades municipales decidieron crear un centro de arte. El museo se fundó el 13 de septiembre de 1985 pero no se inauguró hasta 1987 junto a sus espacios afines del Kunsthallen y del Danmarks Grafiske Museum. En el año de su apertura fue declarado Museo Europeo del Año y en 1992 fue declarado estatal, lo que permitió aumentar las subvenciones. 
En el 2000 comenzó a celebrarse la «Trienal Foto Odense» que empleaba al museo como impulsor y que posteriormente se convirtió en el «Festival Fuenen de Fotografía». En 2006 el museo recibió la distinción de Museo Danés del Año.
Aunque el museo es una institución independiente, recibe financiación del Ministerio de Cultura danés y su principal objetivo es la fotografía danesa e internacional desde el final de la Segunda Guerra Mundial. En su segunda planta dispone de una colección permanente con unas 9.000 obras. Desde 1988 publica una revista cuatrimestral titulada KATALOG - Journal of Photography and Video.